# Los Caminantes
Los Caminantes son un grupo musical mexicano del género grupero originario de San Francisco del Rincón, Guanajuato, México. Sus integrantes también son originarios de San Francisco del Rincón, Guanajuato de una familia humilde y muy trabajadora. 
Los hermanos Agustín, Brígido y Bernardo estudiaron en el seminario de la parroquia en un pueblo llamado Santa Ana del Conde, esto en León, Guanajuato. Unas tías de los hermanos Ramírez fueron quienes, al visitarlos en San Pancho, los llevaron a los Estados Unidos y allá fue donde aprendieron a tocar instrumentos mientras sacaban su sueldo trabajando en una fábrica. El grupo está liderado por el cantante y compositor Agustín Ramírez. Originalmente, llamados Los Caminantes Aztecas, nombre que sugirió Brígido Ramírez basándose en que cuando estaban en su pueblo natal iniciaban un camino, luego estudiaron en el seminario era otro camino por recorrer, posteriormente se fueron a los Estados Unidos y tenían que comenzar otro camino. El nombre de Aztecas se debe a que son mexicanos. Todos estuvieron de acuerdo. 
El grupo fue originalmente iniciado en San Bernardino, California, en 1976 por los hermanos Ramírez: Agustín Ramírez (en la voz), Brígido Ramírez (en el bajo), Horacio Ramírez (en la guitarra) y Bernardo Ramírez (en los teclados). En 1982, Bernardo Ramírez abandona la agrupación no sin antes dejar bien preparado a su hermano menor Martín Ramírez quien lo sustituye en los teclados. Más tarde se incluyó a Humberto “Pecas” Navarro como su baterista, pues, el hermano menor de este también decidió salir del grupo. 
Para poder darse a conocer estuvieron tocando muchas puertas pues necesitaban un sello para poder distribuir su material. Finalmente, el señor Abel de Luna les abrió las puertas de su estudio y grabaron el tema "Supe perder". Con dinero que ellos mismos habían juntado compraron varios discos para poder llevarlos a las estaciones de radio. Uno de los locutores de una estación fue quien les sugirió cambiar el nombre de Los Caminantes Aztecas por Los Caminantes solamente, pues, creía que el primer nombre sonaba como un conjunto de música folklórica. Aceptaron este cambio porque a fin de cuentas el nombre de Caminantes permanecería.
Los Caminantes lanzaron su primer álbum titulado Supe Perder en 1983. Este incluyó los éxitos "Supe Perder", "Para Que Quieres Volver" y "Dime Si Me Quieres".
La gente comenzó a solicitar la canción "Supe perder" y tuvo mucho éxito, fue cuando Abel de Luna contactó a los hermanos Ramírez y les propuso grabar un LP, sin embargo, ellos le respondieron que ya no tenían dinero para entrar al estudio de grabación pero Abel les dijo que esta vez la compañía se haría responsable de todos los gastos. Tampoco tenían más temas para grabar, por lo que les propusieron que en el mismo estudio sacaran más temas.
Desde mediados de la década de 1980 hasta mediados de la década de 1990, el grupo tuvo una serie de álbumes éxito en las listas de popularidad de Billboard, tales como el álbum De Guanajuato... Para América! lanzado en 1986, el cual incluía la exitosa canción, "Amor Sin Palabras."  Fue entonces cuando una tragedia ocurrió en el grupo cuando en 1987 el hermano menor, Martín, murió en un accidente de autobús cuando iban rumbo a Tepeji del Río. Se comenta que cuando estaban en el funeral de Martín, Horacio Ramírez le dijo a Agustín que ya no quería seguir, pues, habían tenido dos accidentes ese mismo año y temían que pudiera pasar otra tragedia. Ya de regreso, después del entierro, finalmente decidieron que seguirían con el proyecto ya que a Martín eso le hubiera gustado pues estaba lleno de ilusiones y ganas de sobresalir. Ese mismo año se le dedicó un álbum tributo llamado Gracias Martín pues gracias a su recuerdo fue que decidieron continuar con el proyecto.
En 1990, grabaron una película titulada Caminantes... Si Hay Caminos.
Los Caminantes son reconocidos como Los Chulos, Chulos, Chulos. Un apodo dado por un disc-jockey alrededor la época del álbum De Guanajuato... Para América!. Como se ve vistiendo formales trajes de etiqueta, "¡Llegaron Los Chulos, Chulos, Chulos!"
Los Caminantes son también conocidos por su versatilidad en la interpretación y variedad de estilos en la música regional mexicana como ranchera, corrido, balada, cumbia y huapango.
A lo largo de su carrera han grabado más de 30 álbumes y tuvieron numerosas colaboraciones con artistas de alto perfil en la música regional mexicana (Diana Reyes, Patrulla 81, Polo Urías y su Máquina Norteña, Banda Pachuco, etc.).
A finales de los 90, Los Caminantes firmaron un contrato con la compañía discográfica Fonovisa Records. En el año 2000, el álbum Sueño Contigo fue lanzado al público junto con la canción romántica escuchada en las estaciones de radio.
Agustín y Los Caminantes siguen grabando y haciendo giras por todo México, los Estados Unidos, y Centroamérica.
El 26 de octubre de 2022, Agustín Ramírez falleció a los 70 años de edad.

## Discografía

### Álbumes de estudio
- 1983: Supe Perder
- 1983: Especialmente Para Usted
- 1983: Número Tres
- 1984: Corridos Al Estilo De Los Caminantes
- 1984: Porque Tengo Tu Amor
- 1985: Cada Día Mejor
- 1986: De Guanajuato... Para América!
- 1987: Gracias Martín
- 1988: Los Ídolos Del Pueblo
- 1988: Incontenibles Románticos
- 1989: No Cantan Mal Las Rancheras
- 1990: Enamorados
- 1990: Tropicalísimos
- 1991: Dos Cartas y Una Flor
- 1992: Recuerdos
- 1993: Buenos Vaqueros
- 1994: A Todísima... Banda
- 1994: Lágrimas Al Recordar
- 1995: Por Ese Amor
- 1996: Con Mariachi
- 1996: Corridos Bravos
- 1997: Con Tinta Del Corazón
- 1998: Baraja Adicta
- 1999: Con Canciones
- 1999: Rumbo Al Sur
- 2000: Cielo
- 2000: Sueño Contigo
- 2001: De Pueblo En Pueblo
- 2002: Cuando Quiere Un Mexicano
- 2003: Con Banda Sinaloense
- 2007: Aunque Mal Paguen Ellas
- 2008: Celebrando Nuestro 25 Aniversario
- 2013: Los Chulos, Chulos, Chulos

### Álbumes en vivo
- 1994: En Vivo
- 2009: En Vivo! Desde Tijuana, San Diego y Mexicali

### Compilaciones
- 1983: 15 Éxitos, Vol. 1
- 1985: 15 Éxitos, Vol. 2
- 1986: Cumbias Al Estilo De Los Caminantes
- 1987: 15 Éxitos, Vol. 3
- 1993: 10 Años
- 1993: 21 Éxitos, Vol. 1
- 1997: 15 Aniversario
- 1999: 21 Éxitos, Vol. 2
- 1999: 20th Anniversary
- 2001: Nuestras Canciones Románticas Favoritas: 20 Exitazos
- 2002: Nuestras Canciones Rancheras Favoritas: 20 Exitazos
- 2002: Colección de Oro
- 2002: 20 Corridazos
- 2002: 20 Cumbias Sin Parar
- 2003: Mis 30 Mejores Canciones
- 2004: Tesoros de Colección: Puras Rancheras
- 2005: Tesoros de Colección: Lo Romántico de Los Caminantes
- 2007: La Historia: Lo Más Chulo, Chulo, Chulo
- 2008: Caminantes Si Hay Caminos: Sus Rancheras Más Chula
- 2009: En Vivo! Desde Tijuana, San Diego y Mexicali
- 2009: Moviditas y Cumbias Bien Chulas
- 2010: Mis Favoritas
- 2011: La Historia de Los Éxitos
- 2013: Iconos: 25 Éxitos

### Música DVD
- 2007: La Historia: Lo Más Chulo, Chulo, Chulo
- 2008: Caminantes Si Hay Caminos: Sus Rancheras Más Chula
- 2009: En Vivo! Desde Tijuana, San Diego y Mexicali
- 2009: Moviditas y Cumbias Bien Chulas

## Filmografía
- 1990: Caminantes... Si Hay Caminos